# مالیمبه نوک‌آبی
مالیمبه نوک‌آبی (نام علمی: Malimbus nitens) نام یک گونه از سرده مالیمبه‌ها است.